# Die Wilden von Gor

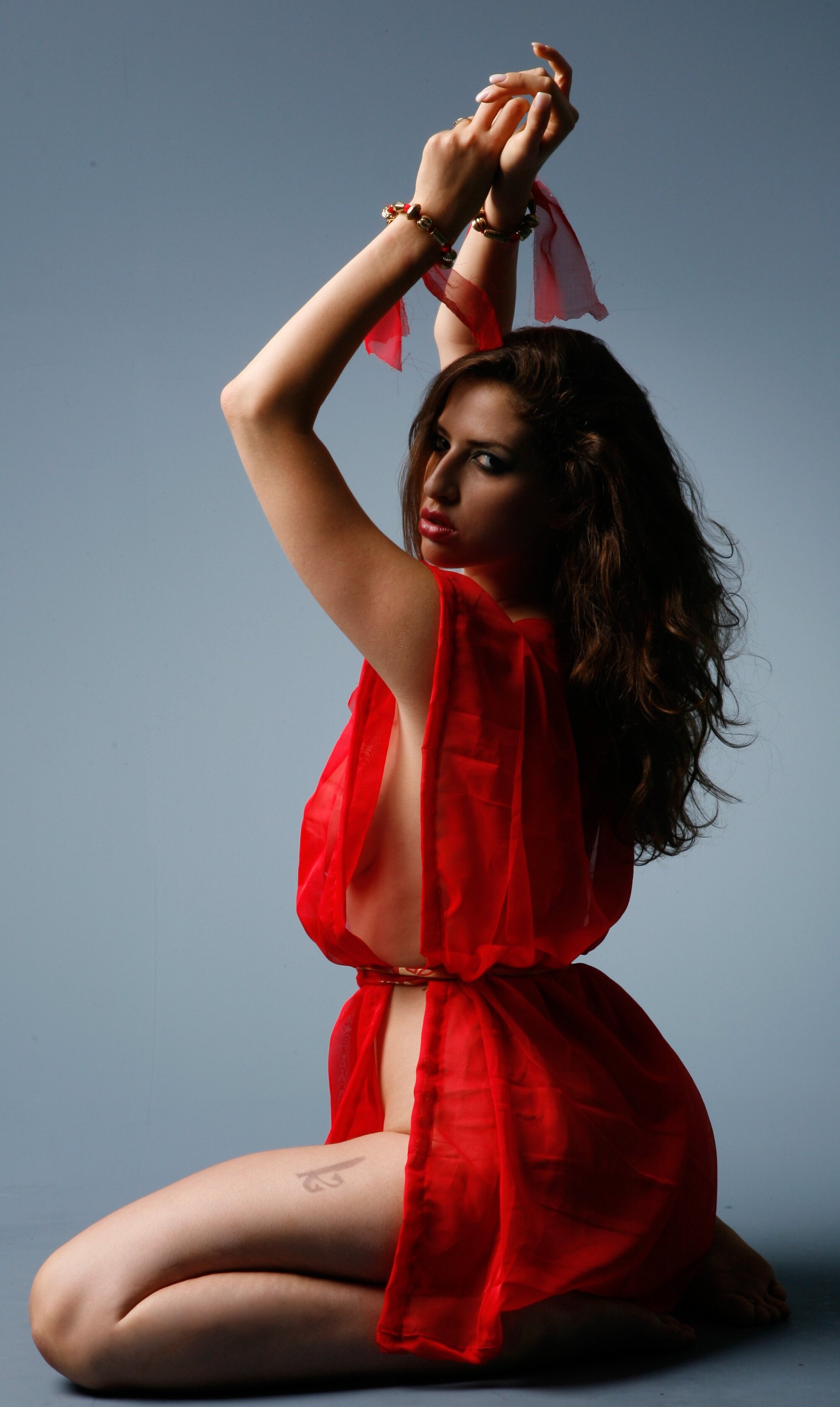
Darstellung einer Kajira – einer goreanischen Sklavin – in einem Camisk-Gewand, auf dem Oberschenkel das Brandzeichen Kef. Model: Sarah Ellis, Foto: Marcus J. Ranum.

Die Wilden von Gor (Originaltitel: Savages of Gor) ist ein Science-Fiction-Fantasy-Roman aus dem Jahr 1982 und der 17. der 38 Bände umfassenden Gor-Romanreihe des US-amerikanischer Autors John Norman. Handlungstechnisch schließt unmittelbar der Nachfolgeroman Die Blutsbrüder von Gor (Blood Brothers of Gor) an, der im gleichen Jahr veröffentlicht wurde.
In der Handlung bekommt Tarl Cabot, der Hauptprotagonist der Gor-Reihe, das Angebot, einen Abtrünnigen zu suchen, der sich auf dem Planeten Gor in den östlichen Ödlanden bei den Völkern der Roten Wilden verstecken soll. Cabot lehnt das Angebot ab, will den Abtrünnigen aber suchen, um ihn vor der drohenden Gefahr zu warnen. Zusammen mit dem Händler Grunt und einer Vielzahl von mitgenommenen Sklavinnen macht sich Cabot auf den Weg in die Ödlande.
Das Buch war von 1986 bis 2011 in Deutschland nach § 15a GjS als jugendgefährdende Schrift indiziert, wobei die Bundesprüfstelle für jugendgefährdende Schriften in ihrer Entscheidung vor dem Hintergrund der im Roman enthaltenen Kajira-Thematik mit Verstößen gegen die Menschenwürde, Diskriminierung der Frau und der Gefahr der sittlichen Desorientierung von Kindern und Jugendlichen argumentierte. Die gesetzliche Indizierungsfrist von 25 Jahren lief 2011 aus und wurde nicht im Rahmen eines erneuten Prüfverfahren erneuert, sodass das Buch seither wieder in Deutschland frei verkauft werden darf.

## Handlung

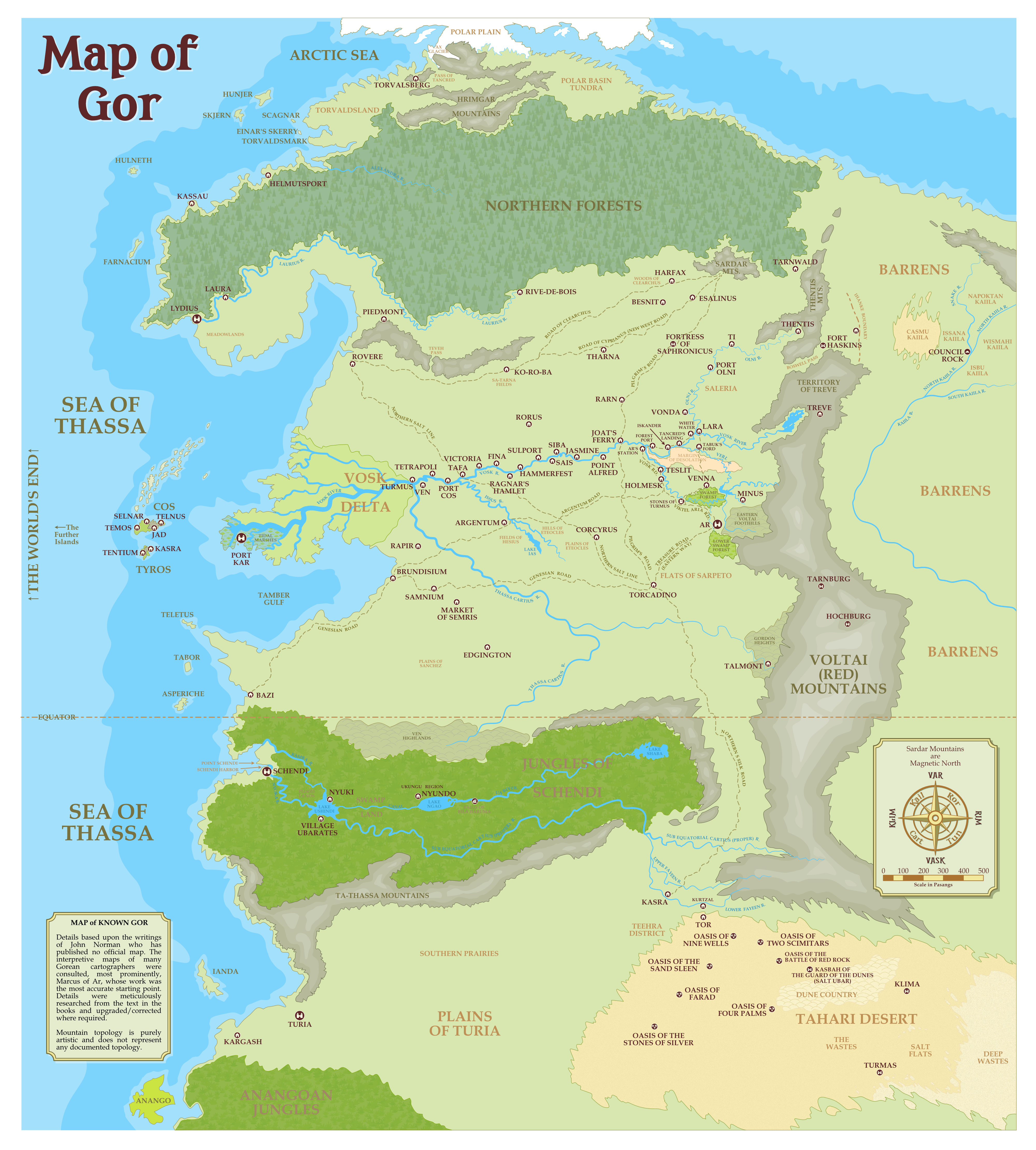
Die Welt von Gor

Tarl Cabot verbringt die Nacht mit Elicia Nevins, einer früheren Agentin der außerirdischen Spezies der Kurii, die er einst versklavt hat und ihm nun als Lustsklavin dient. Er wird von Samos von Port Kar, dem Vorsitzenden des Kapitänsrat der Stadt Port Kar informiert, dass zwei Vertreter der Kurii um ein Treffen bitten. Mit einer Barke reisen die beiden zu einem Treffpunkt im Nordosten des Vosk-Deltas, wo sie die Kurii Kog und Sarkar treffen, die ihnen erzählen, dass der abtrünnige Kurii-Kriegsheer Zarendargar – von den Goreanern Halbohr genannt – am Leben sei und sich in der Region der Roten Wilden aufhalte. Sie ersuchen die Hilfe der beiden Goreaner, um ihn zu töten. Als Tarl und Samos ablehnen und noch dazu eine Falle ihrer Soldaten zuschnappen lassen wollen, gelingt es den beiden Kurii jedoch zu fliehen. Tarl und Samos kehren nach Port Kar zurück; Samos hält das Treffen für eine List der Kurii, mit sie Tarl ins Ödland locken wollen, um ihn dort zu ermorden, Tarl jedoch glaubt, dass die beiden Kurii die Wahrheit gesagt haben, wenngleich sie nach der Tötung von Halbohr durchaus auch ihn sofort töten könnten. Tarl, der Halbohr einmal begegnet ist, beschließt ins Ödland zu reisen, um ihn zu warnen, entgegen dem Rat von Samos.
Auf der Suche nach dem Kaufmann Grunt Tarl begibt sich nach Osten, in Richtung des Boswell-Passes, um von dort nach Fort Haskins und weiter nach Kailiauk zu gelangen, der letzten östlichen Stadt am Fuß der Thentis-Berge auf der zum Ödland offenen Seite der Thentis-Berge. Er sucht nach dem Kaufmann Grunt, der zu den wenigen Händlern in der Region gehört und sich am besten mit den Roten Wilden auskennt. Er reist zunächst mit einem Spediteur, der auf seinem Karren zehn Sklavenmädchen nach Fort Haskins transportiert. Sie entdecken Rauchsäulen am Himmel und werden kurz darauf von Soldaten unter der Flagge der Stadt Thentis gestoppt. Diese erklären, dass sich der eigentlich friedliche Stamm der Staubfüße auf dem Kriegspfad befindet und einige Höfe in Brand gesteckt hat.
Bald darauf treffen Tarl, der Spediteur und die Sklavinnen auf eine Söldnerstreitmacht von rund eintausend Mann, unter Führung der freien Lady Mira aus Venna. Die Armee will ins Ödland ziehen, um eine Strafexpedition gegen die Staubfuß durchzuführen. Laut Lady Mira werden sie vom Kaufmannsrat von Port Olni unterstützt. Lady Mira bittet Tarl als Söldner in ihrer Armee anzuheuern, doch er lehnt ab, woraufhin die Armee weiterzieht. Tarl ist sich sicher, dass die Geschichte erlogen ist und die Kaufmannskaste von Port Olni die Armee nicht bezahlen könnte. Er vermutet, dass der Söldnerzug von den Kurii geleitet wird und sich Kog und Sardak in zwei Wagen des Trosses befinden, die vollständig verhüllt sind. Tarl mutmaßt, dass es sich bei Lady Mira um eine Agentin der Kurii handelt und stellt sich genüsslich vor, wie die verschleierte Frau wohl als nackte Sklavin zu Füßen eines Mannes aussieht.
Tarl trifft in der Stadt Kailiauk ein, wo er weiter nach dem Händler Grunt sucht. Auf den Sklavenmärkten trifft er auch auf frisch von der Erde entführte Frauen, die nun als Sklavinnen verkauft werden. Er trifft die irdische Sklavin Ginger, die in Randolphs Taverne arbeitet und ihn umwirbt. Tarl betritt das Sklavenauktionshaus von Ram Seibars, in dem es 21 Verkaufsplattformen gibt. Es kommt zu einer Auseinandersetzung mit den Brüdern Max und Kyle Hobart, die von Tarl in die Flucht geschlagen werden. Tarl schaut sich die Verkäufe von Sklavinnen an – darunter der von der Erde entführten Amerikanerin Millicent Aubrey-Welles – und trifft schließlich den von ihm gesuchten Händler Grunt. Dieser kauft die zehn irdischen Sklavinnen Corinne, Evelyn, Ginger, Inez, Lenna, Lois, Magaret, Millicent Aubrey-Welles, Priscilla und Ulla.
Tarl und Grunt reisen zusammen in die Ödlande zu den Roten Wilden, die Sklavenmädchen werden als Handelsware mitgekommen. In den Ödlanden werden sie den Brüdern Max und Kyle Hobart und einen Mitstreitern verfolgt, die an Tarl Rache nehmen wollen, doch werden ihre Gegner vom Stamm der Staubfüße niedergemacht, bis Ausnahme von Max und Kyle. Grunt versklavt beide und nimmt sie mit sich. Grunt gibt Tarl die Erlaubnis mit der vor kurzem versklavten Millicent Aubrey-Welles zu schlafen. Millicent wird in der fünften Nacht nach Beginn der Reise in die Ödlande von Tarl mehrfach vergewaltigt.
Tarl, Grunt und ihre Sklavinnen und Sklaven treffen sich einer Gruppe der Roten Wilden vom Stamm der Staubfüße. Ein junger Staubfuß findet Gefallen an Millicent und vergewaltigt sie, als Grunt ihm die Erlaubnis gibt. Sie verkaufen die Sklavinnen Lenna, Margaret und Ulla und kaufen die bei den Roten Wilden aufgewachsene Sklavin Wasnapohdi. Tarl Cabot vergewaltigt Wasnapohdi.
Grunt bringt Tarl Lektionen in der Zeichensprache der Staubfuß-Wilden bei und erfährt von dem Roten Wilden Kornähre, dass die Krieger verschiedener Stämme der roten Wilden einen großen Tross angegriffen haben, bei dem es sich um rund zweihundert Siedler und das Söldnerheer handelt, das Lady Mira von Venna in die Ödlande geführt hat. Es gab ein Massaker. Tarl eröffnet Grunt den eigentlichen Grunt, warum er in die Ödlande gereist ist. Tarl vermutet, dass sich Halbohr beim Stamm der Kaiila aufhält. Grunt entscheidet sich ihn zu begleiten. Während der Reise vergewaltigt Tarl noch weitere der mitgenommenen Sklavenmädchen.
Tarl und seine Begleiter erreichen den Ort des Massakers, wo die Siedler und das Söldnerheer von den Roten Wilden überfallen wurden. Sie treffen auf die Waniyanpi, eine weiße Sklavenkaste im Besitz des Stammes der Kailiauk. Sie erfahren, dass die meisten Männer getötet wurden, einige Kinder überlebten und nun von den Stämmen mitgenommen wurden, sowie auch Frauen. Von den Kurii, insgesamt 17 an der Zahl, wurden neun getötet, ihre Leiche von den Roten Wilden mitgenommen. Die anderen Kurii sind verschwunden. Tarl und die anderen folgen den Waniyanpi in ihr Lager. Dort treffen sie auch Lady Mira wieder, die nun nackt und versklavt ist. Zur Verblüffung von Tarl handelt es sich bei den Waniyanpi um ein Volk, dass an die Gleichheit von Frauen und Männern glaubt und seine sexuellen Begierden unterdrückt.
In der Prärie finden Tarl und seine Begleiter Miras ehemaligen Sklaven Urt, der bei den Roten Wilden wegen Feigheit auf dem Kriegspfad seither nur Frauenkleid (Nitoske bei den Staubfüßen und Cuwignaka bei den Kaiila) genannt wird und in der Ödlande sterben sollte. Tarl rettet ihn, woraufhin sie seinen Willen folgend, ihn fortan Cuwignaka nennen. Sie werden von Kriegern verschiedener Stämme der Roten Wilden aufgespürt und gefangen genommen. Der Stamm der Sleen raubt die beiden Sklavinnen Evelyn und Ginger, sowie die Sklaven Max und Kyle Hobart. Die Krieger der Sleen nehmen sich die Sklavinnen Corinne, Inez, Lois und Priscilla. Millicent Aubrey-Welles wird von Canka als Kriegsbeute ausgewählt, zum Leidwesen von Grunt, der sie eigentlich einem Häuptling als Sklavin ausliefern sollte. Canka gibt Millicent den Namen Winyela und nimmt sie mit sich. Tarl Cabot wird von Canka ebenfalls versklavt. Alle reiten zum Lager des Stammes der Isbu-Kaiila.

## Veröffentlichung
Das englischsprachige Originalwerk Savages of Gor erschien 1982 und wurde im Jahr 1985 ins Deutsche übersetzt vom Heyne Verlag publiziert.

## Indizierung in Deutschland von 1986 bis 2011
Am 25. November 1985 wurde bei der Bundesprüfstelle für jugendgefährdende Schriften Antrag gestellt, den Roman Die Wilden von Gor als jugendgefährdende Schrift zu indizieren. Am 16. September 1986 entschied die Bundesprüfstelle zugunsten des Antragstellers und der Roman wurde nach § 15a GjS als jugendgefährdende Schrift indiziert und der Verkauf des Buchs im freien Handel verboten. Die gesetzliche Indizierungsfrist von 25 Jahren lief 2011 aus und wurde nicht im Rahmen eines erneuten Prüfverfahren erneuert, sodass das Buch seither wieder frei in Deutschland verkauft werden darf.

### Hintergrund
Das narrative Konzept der Kajira-Sklaverei findet sich in John Normans Gor-Romanen seit dem ersten Band, doch baute er es im Laufe der Reihe zunehmend aus. Mit dem 1977 erschienen siebten Band Sklavin auf Gor (Captive of Gor) rückte er die Kajira-Sklaverei wesentlich in den Fokus und brachte erstmals eine weibliche Hauptfigur als Ich-Erzählerin, die in die Sklaverei gezwungen wird – ihr Erleben der Welt von Gor als Kajira stellt die wesentliche Handlung dar. Dieses Erzählkonzept setzte er noch in weiteren Bänden der Reihe fort, die daher als Kajira- oder Sklavinnen-Romane bezeichnet werden. Auch in den anderen Romanen trat die Kajira-Thematik zunehmend in den Vordergrund und führte zu einer stark zunehmenden, teils heftigen Kritik an den Romanen.
1983 bewertete Peter Mauzy den ersten Kajira-Roman Sklavin auf Gor sowie den nachfolgenden Band Die Jäger von Gor als wichtigste Bände der Gor-Reihe, in der der zuvor untergeordnete Aspekt der weiblichen Sklaverei zum zentralen Thema der Gor-Reihe werde. Mauzy attestierte, dass die Handlung, Action, Storyline und Charakterentwicklung in den Hintergrund trete, während Norman fortan in langen expositorischen Passagen seine Philosophie der weiblichen Unterwerfung und männlichen Dominanz vermittle. Zu demselben Schluss kam ebenfalls 1983 Robert Reginald. David Langford beschrieb 1988 im SFX Magazine die Wandlung der späteren Romanreihe als „zu einer extrem sexistischen, sadomasochistischen Pornographie, in der Frauen rituell gedemütigt werden, und haben deshalb weithin Anstoß erregt“.
In den späten 1980er-Jahren wurden das Erscheinen der Gor-Romane beim US-amerikanischen DAW Books Verlag eingestellt; der Verlag argumentierte mit sinkenden Verkaufszahlen, was David Langford als „dürftigen Vorwand“ beschrieb.

### Indizierungsverfahren in Deutschland 1985/1986

#### Argumentation auf Indizierung des Antragstellers im Indizierungsverfahren
Der Antrag auf Prüfverfahren zur Indizierung des Buch wurde am 25. November 1985 vom Jugendamt Hannover bei der Bundesprüfstelle für jugendgefährdende Schriften gestellt. Das antragstellende Jugendamt Hannover argumentierte, das Buch sei jugendgefährdend, weil es frauendiskriminierende Schilderungen enthalte und die Frau als verfügbares Sexualobjekt dargestellt und dem Leser suggeriert werde, dass die sexuelle Genussfähigkeit bei Männern und Frauen durch die völlige Unterwerfung der Frau gesteigert werden könne. Die Rolle der Frau als Sklavin werde als wünschenswert für jede Frau vermittelt.
Die Darstellung der Frau als Ware und verfügbares Sexualobjekt könne bei Jugendlichen in der pubertären Orientierungsphase zu sexualethischer Desorientierung führen; die Frau als eigenverantwortliche, gleichberechtigte Person werde als fehlgeleitetes Produkt einer falschen Erziehung beurteilt. Erst unter den Bedingungen bedingungsloser Unterdrückung wie auf Gor, würden Frauen zu echten Frauen und sich wohl fühlen.

#### Gegenargumentation des Heyne-Verlags
Der juristische Bevollmächtigte des Heyne-Verlags argumentierte gegen eine Jugendgefährdung des Buches. So enthalte es sich aller Detailschilderungen sexueller und gewalttätiger Handlungen und sei zudem klar im Bereich der Science-Fiction-Fantasy ohne einen realen Bezug zur irdischen Realität angesiedelt, weshalb auch nichz zwangsläufig von einer Diskriminierung der Frau gesprochen werden könne. Zudem wurde der Bundesprüfstelle Unfähigkeit vorgeworfen, konkrete Sachverhalte konkret zu erfassen, wobei auf frühere Indizierungsverfahren gegen weitere Bände der Gor-Reihe verwiesen wurde.

#### Entscheidung und Begründung der Bundesprüfstelle
Am 16. September 1986 entschied die Bundesprüfstelle zugunsten des Antragstellers nach § 15a GjS für eine Indizierung des Romans als jugendgefährdende Schrift. Das Buch sei geeignet Kinder und Jugendliche sozialethisch zu desorientieren, wie das Tatbestandsmerkmal „sittlich zu gefährden“ auszulegen sei. Der Inhalt des Buches verstoße gegen die Menschenwürde und sei insbesondere frauendiskriminierend, er verherrliche bzw. verharmlose die Sklaverei. Verwiesen wurde etwa auf die Lächerlich-Machung der Waniyanpi, die einer falschen Ideologie der Gleichberechtigung anhingen. Die Lehre der Gleichheitsideologien und damit auch Artikel 3 des Grundgesetzes würden nicht überzeugend verteidigt. Durch die Schilderung und Verharmlosung der Sklaverei werde „unser höchster Verfassungswert, die Würde des Menschen [...] in Art 1 Satz 1 GG“ des deutschen Grundgesetzes verletzt. Die Bundesprüfstelle verwies zudem auf Passagen des Romans, in denen die Unterwerfung und Versklavung der Frau als naturgesetzlicher Platz und eigener tieferer Wunsch dargestellt werde, wobei sie durch ihre Entjungferung bzw. Vergewaltigung als Sklavin dies erst erkennen würden.
„Durch ihre Entjungferung, ein Akt der Unterwerfung zur Sklavin, blüht eine von der Erde entführte Frau richtig auf [...] Während ihre weibliche Schönheit früher nicht zu Bewusstsein gekommen sei, wird [...] als Sklavin ihre Weiblichkeit geboren. Frauen sind nicht nur Opfer des Sklavensystems [...] sie ertragen ihr Schicksal auch mit Freude. Ihre frauliche Bestimmung finden sie in der Sklavenposition.“
Zudem wies die Bundesprüfstelle die Argumentation des Antragsgegners zurück, dass die Fiktionalität der Geschichte keine realen Bezüge zur irdischen Realität aufwiesen. Vielmehr könne es gerade für Jugendliche besonders frustrierend sein, dass auf Gor sexuelle Wünsche durch die Versklavung der Frau sofort erfüllt werden könnten, während sie in ihrer Alltagsrealität erlebten, dass Frauen eben keine sexuell verfügbaren Güter seien. Das Buch stimuliere damit Gewaltausübungen gegenüber Frauen und Mädchen und verstärke sie durch die Propagierung der Herrschaft des Mannes noch. Die Jugendgefährdung trete klar hervor, 
„Ein Taschenbuch, das die Sklaverei verherrlicht, frauendiskriminierende Züge trägt und die Frau als Sexualobjekt zeigt, ist offenbar jugendgefährdend i. S. v. § 15a GjS.“
weshalb es keiner Überprüfung durch das Gremium nach § 9 Abs. 3 GjS bedürfe, auch lägen keine Ausnahmetatbestände nach § 1 Abs. 2 GjS vor.

#### Weiteres
Auch der inhaltlich unmittelbar an Die Wilden von Gor anknüpfende Nachfolgeroman Die Blutsbrüder von Gor (Blood Brothers of Gor, erschienen 1982, auf Deutsch 1985) wurde als jugendgefährdende Schrift 1986 indiziert.

## Ausgaben

### Deutschsprachige Ausgaben
- John Norman: Die Wilden von Gor, Heyne Verlag, München 1985, ISBN 3-453-31168-X, 238 Seiten.